# Trokavec v Brdech
Trokavec v Brdech je katastrální území vytvořené k 10. únoru 2014 na západním okraji vojenského újezdu Brdy v souvislosti s jeho připravovaným zrušením, k němuž došlo k 1. lednu 2016. Rozloha nového katastrálního území je 0,169004 km², což z něho v rámci tehdejšího vojenského újezdu Brdy činilo vůbec nejmenší ze všech nově zřízených katastrálních území. Jedná se o zcela zalesněné katastrální území, v němž se nenachází žádné budovy. Katastrem protéká Kornatický potok, který je zde vůbec jediným vodním tokem. Nejvyšší vrchol je zde Trokavecká skála (706,3 m n. m.), ležící na samé jižní hranici katastru.

## Historický přehled
Před vytvořením vojenského újezdu Brdy roku 1950 bylo celé území moderního k. ú. Trokavec v Brdech součástí katastru obce Trokavec a tento moderní katastr je identický s nejjižnější ze čtyř, do vojenského újezdu, začleněných částí katastru této obce. Roku 1967 byly do vojenského újezdu začleněné části katastrů i nadále samostatných obcí vyčleněny jako samostatná katastrální území, jejichž názvy byly doplněné římskou číslovkou I. Území moderního k. ú. Trokavec v Brdech tak začalo představovat jednu ze čtyř částí katastrálního území Trokavec I. K 31. lednu 2003 bylo dosavadní katastrální členění území vojenského újezdu Brdy zrušeno a nahrazeno pěti většími katastrálními územími, přičemž k. ú. Trokavec I bylo začleněno do výrazně rozšířeného k. ú. Kolvín. V rámci příprav na zrušení vojenského újezdu Brdy pak k 10. únoru 2014 bylo k. ú. Kolvín zrušeno a nejjižnější část bývalého k. ú. Trokavec I se stala novým katastrálním územím Trokavec v Brdech. K 1. lednu 2016 se k. ú. Trokavec v Brdech stalo opět součástí území obce Trokavec.